# Stepan Stepanovič Leonov
Stepan Stepanovič Leonov, in russo Степан Степанович Леонов? (27 dicembre 1834 – 4 novembre 1899), è stato un generale russo.

## Carriera
Fratello di Nikolaj Stepanovič Leonov, Stepan, il 17 giugno 1854, entrò a far parte del Reggimento Ussari Grodno con il grado di cornetta e venne mandato in Crimea. Il 23 marzo 1858 fu promosso a tenente, il 23 aprile 1861 a capitano, il 30 agosto 1865 a colonnello.
Nel 1870 succedette al fratello al comando del XV° Reggimento Perejaslavskij dei dragoni. Il 12 ottobre 1876 è stato promosso a maggiore generale e nominato comandante della I° Brigata della VIII° divisione di cavalleria. Combatté nella Guerra russo-turca (1877-1878).
Il 21 gennaio 1879 fu nominato comandante delle riserve della brigata di cavalleria del Caucaso. Il 30 agosto 1886 venne promosso a tenente generale e il 20 dicembre 1892 divenne comandante del XVII° Corpo d'Armata. Il 6 dicembre 1898 fu promosso a generale di cavalleria.

## Morte
Morì il 4 novembre 1899.